# 음력 3월 7일
음력 3월 7일은 음력 3월의 7번째 날이다.

## 사건
- 1980년 - 사북 사건 발생.
- 2025년 - 윤석열 대통령의 탄핵이 인용되면서 윤석열은 직무정지 112일 만에 대통령직을 상실했다.

## 문화
- 2016년 - 대한민국 제20대 국회의원 선거 실시.

## 탄생
- 1871년 - 대한민국의 승려 만공.
- 1961년 - 대한민국의 가수 장덕.
- 1977년 - 대한민국의 배우 김현주.
- 1978년 - 대한민국의 배우 임지규.
- 1982년 - 대한민국의 아나운서 도경완.
- 1990년 - 대한민국의 가수 소야.
- 2000년 - 대한민국의 가수 카리나

## 같이 보기
- 음력 360일: 1월 2월 3월 4월 5월 6월 7월 8월 9월 10월 11월 12월
- 전날:3월 6일 다음날:3월 8일 - 전달:2월 7일 다음달:4월 7일
- 양력:3월 7일
- 음력, 윤달